# Pitirim Sorokin
Pitirim Aleksandrovič Sorokin (rusko: Питирим Александрович Сорокин; 21. ali 23. januar 1889, vas Turya, Yarensko okrožje, Vologodska občina, Rusija – 10. februar 1968, Winchester, Massachusetts, ZDA) je bil ruski, kasneje ameriški, sociolog, kulturolog, pedagog in politični aktivist, ki je prispeval k nastanku teorije socialne stratifikacije in socialne mobilnosti. 

## Življenje

### Zgodnja leta življenja
Pitirim Aleksandrovič Sorokin se je rodil 21. ali 23. januarja 1889, v Turji, majhni vasici v Jarenskem okrožju v Volgogradski pokrajini v Ruskem carstvu, kot drugi sin očetu Rusu in materi iz ljudstva Komi. Sorokinov oče, Aleksander Prokopijevič Sorokin, je bil iz Velikega Ustjuga, bil je potujoči obrtnik, specializiran za zlato in srebro, njegova mati Pelagija Vasilijevna pa je bila domorodka Žesharta in je pripadala kmečki družini. Njegov starejši brat Vasilij se je rodil leta 1885, mlajši brat Prokopij pa leta 1893. Sorokin je bil star 3 leta, ko je njegova mati umrla, po njeni smrti pa sta ostala Sorokin in njegov starejši brat Vasilij z njunim očetom. Potovali so po vaseh v iskanju službe, medtem ko je Prokopija prevzela teta Anisija Vasilijevna Rimski, ki je živela s svojim možem Vasilijem Ivanovičem v vasi Rimija. Oče Pitirima je postal alkoholik, zaradi česar je imel? hudo tesnobo in napade panike? do te mere?, da je bil fizično nasilen do svojih sinov. Po hudem pretepanju, ki je na Pitirimovi zgornji ustnici pustilo brazgotino, se je Pitirim pri enajstih letih skupaj s starejšim bratom odločil, da želi biti neodvisen in ne več pod očetovim skrbništvom.

### Izobrazba in boj proti komunizmu
V zgodnjih devetdesetih letih 20. stoletja je Sorokin, ki se je preživljal kot obrtnik in referent, začel hoditi na Sankt Peterburško cesarsko univerzo, kjer je diplomiral iz kriminologije in postal profesor. Sorokin je bil antikomunist, med rusko revolucijo pa je bil član stranke socialdemokratov, podpornik Belega gibanja in sekretar premierja Aleksandra Kerenskijega. Po oktobrski revoluciji je Sorokin nadaljeval z bojem proti komunističnim voditeljem, večkrat pa je bil aretiran s strani novega vodstva, preden je bil na koncu obsojen na smrt. Po šestih tednih zapora je bil Sorokin izpuščen. Vrnil se je k poučevanju na univerzi v Sankt Peterburgu ter postal ustanovitelj oddelka za sociologijo na univerzi. Leta 1922 je bil Sorokin spet aretiran in tokrat izgnan s strani sovjetske vlade, ki ga je leta 1923 emigrirala v ZDA. Leta 1931 je Sorokin postal ameriški državljan. Sorokin je bil profesor sociologije na univerzi v Minnesoti od leta 1924 do 1930. Nato je bil osebno pozvan, naj sprejme položaj na univerzi Harvard, ustanovi oddelek za sociologijo in postane glasni kritik svojega kolega Talcotta Parsonsa. Na Harvardu je nadaljeval svoje delo do leta 1959. Ena od njegovih študentk je bila pisateljica Myra Page.

### Ostanek v socioloških krogih
Po končani učiteljski karieri na Harvardu je Sorokin še naprej ostajal aktiven in viden v akademskih krogih. Zaradi statusa ruskega emigranta v času hladne vojne je bil med mednarodnimi srečanji sociologov toliko pomembnejši, leta 1962 pa se je udeležil Petega svetovnega kongresa sociologije v Washingtonu, DC. Po dogodku je osebno gostil del Sovjetske delegacije v domu njegove družine v Winchestru, MA, kjer so bili po njegovem mnenju "prijateljski sestanki in odkriti pogovori ." Vprašanje, zakaj se ni nikoli poskušal vrniti v svojo rodno Rusijo, ostaja neznano in točka zanimanja.

### Družinsko življenje in smrt
Sorokin se je poročil z Eleno Petrovno, s katero je imel dva sinova, Petra in Sergeja. Njegov sin Peter P. Sorokin je so-izumitelj barvnega laserja. Sorokin je trpel za hudo boleznijo in je po dveh letih napora 10. februarja 1968 umrl star 79 let v Winchestru v Massachusettsu. Doma je za družino potekal ruski pravoslavni sprejem, kateremu je sledil pogreb v spominski cerkvi univerze Harvard.

### Zapuščina
Sorokinove dokumente trenutno hrani Univerza Saskatchewan v Saskatoonu v Kanadi, kjer so na voljo javnosti. Marca 2009 je bil v prostorih Državne univerze Syktyvkar v Syktyvkarju v Republiki Komi ustanovljen raziskovalni center Sorokin z namenom raziskovanja in objavljanja arhivskega gradiva, predvsem iz zbirke Univerze v Saskatchewanu. Prvi raziskovalni projekt "Izbrana korespondenca Pitirima Sorokina: Znanstvenik iz Komija o službi človeštva" (v ruskem jeziku) je bil pripravljen in natisnjen jeseni 2009 v Rusiji. Pitirim A. Sorokin je služil kot 55. predsednik ameriške sociološke organizacije leta 1965 in nadaljeval z udeleževanjem profesionalnih sestankov po celem svetu do leta 1968. Njegov predsedniški nagovor z naslovom "Sociologija včeraj, danes in jutri" je bil opravljen na letnem srečanju združenja v Chicagu leta 1965. Nagovor je bil leta 1965 objavljen v decembrski številki “American Sociological Review”.

## Delo in interesi
Pred profesorskimi dosežki v Združenih državah Amerike je leta 1924 objavil svoje Liste ruskega dnevnika (EP Dutton & Co.), v katerem je dnevno, in včasih vezano na uro, opisal rusko revolucijo, ki se je začela februarja 1917, kjer so bila v ospredju dejanja takratne začasne vlade. Sorokin je leta 1950 objavil dodatek h knjigi z naslovom Trideset let pozneje. Gre za osebno in brutalno iskreno poročilo o revoluciji in njegovem izgnanstvu.
Sorokinovi akademski spisi so obsežni; napisal je 37 knjig in več kot 400 člankov. Njegove kontroverzne teorije o družbenem procesu in zgodovinska tipologija kultur so predstavljene v Socialni in kulturni dinamiki (4. zvezek, 1937–41; in skrajšana izdaja 1957) in številnih drugih delih. Sorokin se je zanimal tudi za družbeno razslojenost, zgodovino sociološke teorije in altruistično vedenje.
Sorokinovo življenjsko delo je obravnavalo tri glavne teorije: socialno diferenciacijo, socialno stratifikacijo in socialni konflikt.
- Teorija socialne diferenciacije opisuje tri vrste družbenih odnosov. Prva je družinska, tista vrsta, za katero bi si na splošno prizadevali. V odnosih je največ solidarnosti, upoštevane so vrednote vseh vpletenih in veliko je interakcije.

- Socialna stratifikacija se nanaša na dejstvo, da so vse družbe hierarhično razdeljene, z zgornjimi in spodnjimi sloji ter neenakomerno porazdelitvijo bogastva, moči in vpliva med sloji. Med temi sloji je vedno nekaj gibljivosti. Ljudje ali skupine se lahko premikajo navzgor ali navzdol po hierarhiji, pridobivajo ali izgubljajo svojo moč in vpliv.

- Socialni konflikt se nanaša na Sorokinovo teorijo vojne. Ne glede na to, ali gre za en narod ali več narodov, mir temelji na podobnosti vrednot med ljudmi nekega naroda ali med različnimi narodi. Vojna ima dve fazi: destruktivno fazo, ko se vrednosti uničijo, in fazo upadanja, ko se nekatere vrednosti obnovijo. Sorokin je menil, da se bo število vojn zmanjšalo s povečano solidarnostjo in manjšim antagonizmom. Če bi družbene vrednote poudarjale altruizem namesto egoizma, bi se pojavnost vojne zmanjšala.

V »Fads and Foibles« kritizira raziskavo Lewisa Termana o genetskih študijah genija, ki kaže, da bi njegova izbrana skupina otrok z visokim inteligenčnim kvocientom ravnala približno tako kot naključna skupina otrok, izbranih iz podobnih družinskih okolij.

### Pravna praksa
Pitirim Sorokin je ustanovil rusko šolo za sociologijo kazenskega prava in kriminologije. Na podlagi psihološke pravne šole svojega učitelja Leona I. Petrazyckega je Sorokin predlagal, da se dejanje opredeli kot kaznivo na podlagi posebnih izkušenj posameznika, zaradi česar posameznik sam meni, da je dejanje kaznivo. To se je bistveno razlikovalo od stališča francoskega sociologa E. Durkheima, ki je menil, da je dejanje kaznivo, kadar "žali močna in določena stanja kolektivne zavesti". Sorokin je menil, da Durkheimov pristop posameznika postavlja v popolno podrejenost kolektivni zavesti. Sorokin je priznal, da če je oseba pred svojo družbo in z višjega moralnega položaja zavrača vzorce vedenja družbe, potem takšna oseba ni zločinec. Nasprotno, vsiljeni vzorci vedenja so kaznivi, saj žalijo višjo individualno zavest.
Sorokin je pravila vedenja posameznika razdelil na dovoljena, prepovedana in priporočena.
Verjel je, da močnejši del družbe drugim vsiljuje svoje vzorce vedenja z dvema vrstama dražljajev: pozitivnimi (nagrada) in negativnimi (kaznovanjem). Na podlagi analize zgodovinskih izkušenj različnih ljudstev je Sorokin prišel do zaključka, da se z zapletanjem družbenega razvoja, rastjo socialne diferenciacije in širitvijo socialne interakcije stopnja spremembe vzorcev vedenja povečuje. Postanejo bolj prilagodljivi, lažje se spremenijo in posledično ne potrebujejo več ostrih spodbud (v obliki ostre kazni in pomembnih nagrad), značilnih za zgodnje dobe. Tako se s kulturnim razvojem družbe pomen kaznovanja in nagrajevanja kot regulatorja vedenja in dejavnika zmanjševanja socialnih konfliktov zmanjšuje.

### Učbenik o splošni teoriji prava
Eden prvih ruskih učbenikov o splošni teoriji prava pripada Pitirimu Sorokinu. Sorokin je v svojem učbeniku kritično analiziral različne pristope k pojmu prava, saj je pravo razlagal kot takšna splošno zavezujoča pravila ravnanja, ki jih država objavlja in varuje, v katerih je svoboda ene osebe skladna s svobodo drugih, da bi lahko razlikovali in zaščitili človekove interese. Tako ideje Rudolfa Leringa in Korkunova o pravu kot obliki zaščite in diferenciaciji interesov Pitirim Sorokin dopolnjuje z zelo pomembno značilnostjo prava kot oblike usklajevanja svobode različnih subjektov pravne ureditve. Svoboda posameznika je po mnenju Sorokina cilj pravnega razvoja, merilo emancipacije posameznika, širitev njegovih temeljnih pravic in svoboščin pa merilo pravnega napredka človeštva. Opisujoč družbeno vlogo zakona je Sorokin pravo razlagal kot konstitutivno načelo katere koli družbene skupine. Vse družbene formacije in ustanove (družina, država, cerkev, stranka, sindikati, šola, univerza, organizirana skupina zločincev itd.) je obravnaval kot družbeno in praktično obliko objektivacije in poosebitve pravnih norm in prepričanj vseh ali odločilno večino članov ustrezne družbene izobraževanje. Tu je na Sorokina vplival tudi določen vpliv psihološke teorije prava Leona I. Petrazyckega, po katerem ima katerakoli skupina oseb (vključno s kriminalci) svojo intuitivno (neuradno) pravico, ki določa vedenje skupine.
Sorokin je v razvoju svojih pristopov gledal na pravo kot na najbolj natančen pokazatelj sprememb v pravicah in pravni miselnosti.
Poudarek na integralnem znanju je bil značilen za njegovo razlago prava. Prizadeval si je posploševati zgodovinske, družbeno-kulturne in metodološke informacije o pojavu prava v okviru splošne "sintetične" teorije prava.

### Sociologija
V javno dostopnem učbeniku za sociologijo Pitirima Sorokina, ki vsebuje članke iz različnih let, je izpostavljeno delo "Državljanstvo, nacionalna problematika in socialna enakost". Ko je Sorokin analiziral koncept narodnosti, je ugotovil, da nobena od obstoječih teorij ne pozna odgovora na vprašanje, kaj je narodnost, in ne more jasno utemeljiti glavnih dejavnikov, ki ljudi povezujejo v narod (jezik, vera, skupni zgodovinski spomini itd.). Razvijanje ideje, da lahko katero koli združenje ljudi štejemo za družbeno, »dokler ta kombinacija v svojih družbenih funkcijah ali družbeni vlogi predstavlja nekaj enotnega, ko njeni deli delujejo v eno smer in predstavljajo eno celoto,« je opozoril, da ima problem nacionalne identitete družbeni značaj. Ob upoštevanju tega problema na pravni ravni Sorokin utemeljuje idejo, da je nacionalna neenakost le posebna oblika splošne družbene neenakosti. Zato se mora tisti, ki se želi boriti proti prvemu, boriti proti drugemu, ki deluje v tisoč oblikah našega življenja, pogosto pa tudi bolj oprijemljivo in težko. "Popolna pravna enakost posameznika" - to je izčrpen slogan. Tisti, ki se zanjo borijo, se borijo proti nacionalnim delitvam. Sorokin je pozval k opustitvi utopije nacionalne države kot osnove za obnovo zemljevida Evrope. Trdil je, da rešitev ni v nacionalnem načelu, ampak v federaciji držav, v naddržavnih organizacijah celotne Evrope na podlagi enakosti vseh vanjo vključenih posameznikov in narodov.
Po izgonu iz Rusije so se interesi znanstvenika osredotočali predvsem na splošne procese družbene organizacije in širok pregled zgodovine človeštva s stališča teoretičnega in sociološkega pristopa. Družbeno življenje je Sorokin obravnaval kot kompleksen sistem, sestavljen iz podsistemov, povezanih s področij religije, etike, ekonomije, politike, prava, znanosti, umetnosti itd. V glavni knjigi "Socialna in kulturna dinamika", ki temelji na empirično-statistični študiji teh podsistemov, je prišel do zaključka, da v zgodovini človeštva obstajajo trije nadsistemi, ki se občasno nadomeščajo: idejni, idealistični in čutni. Predlagal je, da se glavne civilizacije razvijejo od idejne do idealistične in sčasoma do občutljive miselnosti. Vsaka od teh faz kulturnega razvoja ne želi le opisati narave resničnosti, temveč določa tudi naravo človekovih potreb in ciljev, ki jih je treba zadovoljiti, obseg, v katerem bi morali biti izpolnjeni, in načine zadovoljevanja. Sorokin je zapisal, da vsaka velika kultura ni le konglomerat različnih pojavov, ki soobstajajo, vendar med seboj niso povezani, ampak obstaja enotnost ali individualnost, vse sestavine pa so prežete z enim temeljnim načelom in izražajo eno ter glavno vrednoto. Za idejni tip kulture je značilna celovita, torej obstoječa v znanosti, umetnosti, filozofiji, pravu itd. in celo v vsakdanjem življenju, usmerjenost k transcendentalnim (onstranskim, nadčutnim) vrednotam. V kulturi čutnega tipa nasprotno prevladujejo materialne in materialistične narave. V idealističnem tipu se sintetizirajo vrednosti kultur drugih dveh vrst. Skupaj s tem obstaja vrsta kulture, v kateri vrednote čutnih, idejnih in idealističnih vrst sobivajo, ne da bi tvorile organsko povezavo. Ta vrsta kulture je praviloma značilna za obdobje propada.
Pomen koncepta sociokulturne dinamike, ki ga predlaga Sorokin, je, da ima vsaka od teh ciklično nadomestnih vrst kulture svoje zakonitosti razvoja in omejitev rasti.
Glavna ideja Pitirima Sorokina kot sociologa je ideja integralizma, v skladu s katero se bo sociološko znanje razvijalo v smeri ustvarjanja posploševalne teorije o strukturi in dinamiki različnih sociokulturnih sistemov, protislovna raznolikost resnično obstoječih sociokulturnih sistemov pa se bo v prihodnosti preoblikovala v nekakšen celostni sociokulturni sistem.
Sorokinova sociološka meta teorija bi morala vse humanitarno znanje svojega časa vključiti v celovit sistem. Proti koncu življenja je dobil naloge in orisal možnosti za združitev znotraj takšnega sistema ne samo humanitarnega, temveč tudi naravoslovnega znanja.
Odsotnost izrazite težnje k takšni integraciji znanstvenih spoznanj, združljivosti in komplementarnosti številnih analitičnih in stvarnih teorij v sodobni Sorokinovi sociologiji je imel za resno nevarnost, ki ogroža nadaljnjo ustvarjalno rast sociologije.
Sorokina je sodobno sociološko znanje spominjalo na znanje nekaterih nesestavljenih kosov otroškega oblikovalca. Uganka je ostajala nerešena kljub poznavanju njenih delov. Če bo sociologija v tem položaju ostala za nedoločen čas, se bo obsodila na sterilno stanje; če izbere pot rasti, mora sčasoma vstopiti v fazo sintetiziranja, posploševanja in integrativne sociologije. Pitirim Sorokin je predvideval prehod sociologije v novo obdobje velike sinteze, ko bodo različne teorije, ki vsebujejo svoj delež resnice, vse bolj vključene v sintetizirane teorije prihajajoče sociologije.

### Politika
Sorokin je bil močno vpet tudi v politiko; njegovi politični interesi so se osredotočili predvsem na probleme legitimnosti oblasti, možnosti za predstavniško demokracijo v Rusiji in povezavo med nacionalnim vprašanjem in demokratično strukturo države.
Leta 1947 je Sorokin pripravil program za "reševanje človeštva", ki temelji na "altruistični ljubezni in vedenju". Sorokin je verjel, da je bila zahodna senzacionalna kultura v zadnji fazi in da je za preprečevanje svetovnega kaosa potrebno preučevanje ne seksualne altruistične ljubezni kot znanosti. Po njegovem mnenju je ta nujnost izhajala iz njegovega načela polarizacije, v skladu s katerim moralno brezbrižnost, ki prevladuje v običajnih okoliščinah, v času krize nadomestijo skrajnosti sebičnosti in altruizma. Poleg tega je skupaj z N. Timashevom postal eden od avtorjev posebnega koncepta zbliževanja Rusije in ZDA med drugo svetovno vojno. Na podlagi cikličnih vzorcev družbenih revolucij (o katerih sta govorila zlasti A. Tocqueville in I. Teng) je Sorokin predlagal, da bo po padcu komunizma prišlo obdobje rasti nove Rusije, sposobne za življenje. Sorokin je menil, da se bo moderno obdobje krize končalo z ustvarjanjem nove idejne kulture, središče kulturnega vodstva na prelomu med 20. in 21. stoletjem pa se bo preselilo v Rusijo. Širjenje idej altruistične ljubezni po svetu bo pomagalo najti izhod iz krize, kateremu je proučevanje in propagiranje znanstvenik posvetil zadnja leta svojega življenja.
Predavanj Pitirima Sorokina na Harvardu so se udeležili otroci predsednika Roosevelta, pa tudi bodoči predsednik John F. Kennedy, s katerim si je Pitirim Sorokin naknadno dopisoval.

## Sodelovanje z drugimi filozofi in sociologi
S finančno asistenco Elija Lillyja, Sorokinovega prijatelja, ki je bil farmacevtski dedič, je lahko nadaljeval z raziskovanjem ustvarjalnega altruizma. S temi raziskavami je pridobil veliko popularnosti in bil spoštovan s strani drugih sociologov na področju sociologije. O njem so govorili kot o "utemeljitelju sociologije altruizma". Zaradi tega je leta 1949 dobil priložnost, da ustanovi "Harvardski raziskovalni center kreativnega altruizma", pod njim pa sta bila dva inštruktorja, eden izmed njih je bil Talcott Parsons. Čeprav sta Sorokin in Parsons sodelovala kot kolega, je Sorokin močno kritiziral Parsonsova dela zaradi nasprotujočih si stališč. Sorokin ni odobraval ameriških načinov civilizacije in čutil, da je ta v zatonu, zato se je ustvarila napetost med Sorokinom in Parsonsom. Razkol med njima je bil zaustavljen, ko sta bili Univerza Harvard in ameriška sociološka skupnost naklonjeni Parsonsovim stališčem in je bil Sorokinov administrativni položaj na Harvardu odvzet. Raziskave Sorokina so se osredotočale tudi na podeželsko družbo, zato je postal bolj dostopen in bolj zaželen s strani drugih moralnih konservativcev. To je sprožilo njegovo sodelovanje s Carleom C. Zimmermanom, skupaj sta se razširila na perspektivo sociologije podeželja in mesta. Verjela sta, da je ruralno-urbana sociologija podeželski način življenja, ki je nastal iz naslednjih značilnosti:
- konservativna in tradicionalna družina,

- gospodarstvo, ki temelji na ročnem delu, družinskem in domačem podjetju,

- sociološka, demografska ali ekonomska povezava s podeželskim načinom življenja.

## Vpliv na pomembne osebe
Sorokin je vplival na zgodovinarja Allana Carlsona. Strinjal se je s Sorokinom in njegovim neodobravanjem komunizma. Carlson se je prav tako imel za naklonjenega družini in se strinjal s Sorokinovimi pogledi na to, kako je za družino najbolj idealno živeti v intimnih, majhnih, vasem podobnih mestih. Sorokin je vplival tudi na oseminštiridesetega podpredsednika Michaela Pencea, ki ga je citiral, medtem ko je zagovarjal svojo spodletelo resolucijo parlamenta, in spremembo zakona o zaščiti zakonske zveze, ko so potekale razprave o istospolnih porokah leta 2006. Pence je izjavil: “Poroka je po mnenju raziskovalcev pomembna. Harvardski sociolog Pitirim Sorokin je ugotovil, da je v zgodovini do propada družbe vedno prišlo ob prihodu poslabšanja zakonske zveze in družine.”

## Pomembna dela

### Knjige
- Сорокин, П. А. 2007. Общая социология: монография. Москва: Директ-Медиа. (Splošna sociologija: monografija),

- Сорокин, П. А. 2007. Революция и социология: монография. Москва: Директ-Медиа. (Revolucija in sociologija: monografija)

- Сорокин, П. А. 2007. Социальная стратификация и мобильность: монография. Москва: Директ-Медиа. (Socialna stratifikacija in mobilnost: monografija),

- Сорокин, П. А. 2007. Социокультурная динамика: монография. Москва: Директ-Медиа. (Socialna in kulturna dinamika: monografija),

- Сорокин, П. А. 2007. Интегрализм - моя философия. Москва: Директ-Медиа. (Integralizem - moja filozofija),

- Сорокин, П. А. 2007. Социокультурная динамика и эволюционизм. Москва: Директ-Медиа. (Socialna in kulturna dinamika in evolucionizem),

- Сорокин, П. А. 2012. Человек и общество в бедствии: монография. Москва: Директ-Медиа. (Človek in družba v stiski: monografija),

- Сорокин, П. А. 2007. Главные тенденции нашего времени: монография. Москва: Директ-Медиа. (Glavni trendi našega časa: monografija),

- Сорокин, П. А. 1913. Символы в общественной жизни. Рига: Тип. К. Зейберлих. (Simboli v javnem življenju),

- Сорокин, П. А. 1914. Преступление и кара, подвиг и награда: монография. Санкт-Петербург: Издательство Я. Г. Долбышева. (Zločin in kazen, podvig in nagrada: monografija).

Nobeno izmed njegovih del ni bilo prevedeno v slovenščino.

### Slovenski članki
O Sorokinu sta v slovenskem jeziku objavljena le dva članka, in sicer:
- Bahovec, I. 2004. Pitirim A. Sorokin (1889-1968). Ljubljana: Študentska založba.

- Bahovec, I. 2008. Postmoderne spremembe v kontekstu Sorokinove interpretacije družbeno-kulturne dinamike. Nova Gorica: Fakulteta za uporabne družbene študije.